# Tokkelijshaai
De tokkelijshaai (Scymnodon plunketi) is een vis uit de familie van sluimer- of ijshaaien (Somniosidae) en behoort derhalve tot de orde van doornhaaiachtigen (Squaliformes). De vis kan een lengte bereiken van 131 centimeter.

## Leefomgeving
De tokkelijshaai is een zoutwatervis. De vis prefereert diep water en leeft hoofdzakelijk in de Grote Oceaan op dieptes tussen 219 en 1550 meter.

## Relatie tot de mens
De tokkelijshaai is voor de visserij van potentieel belang. In de hengelsport wordt er weinig op de vis gejaagd.